# Leone Tedesco

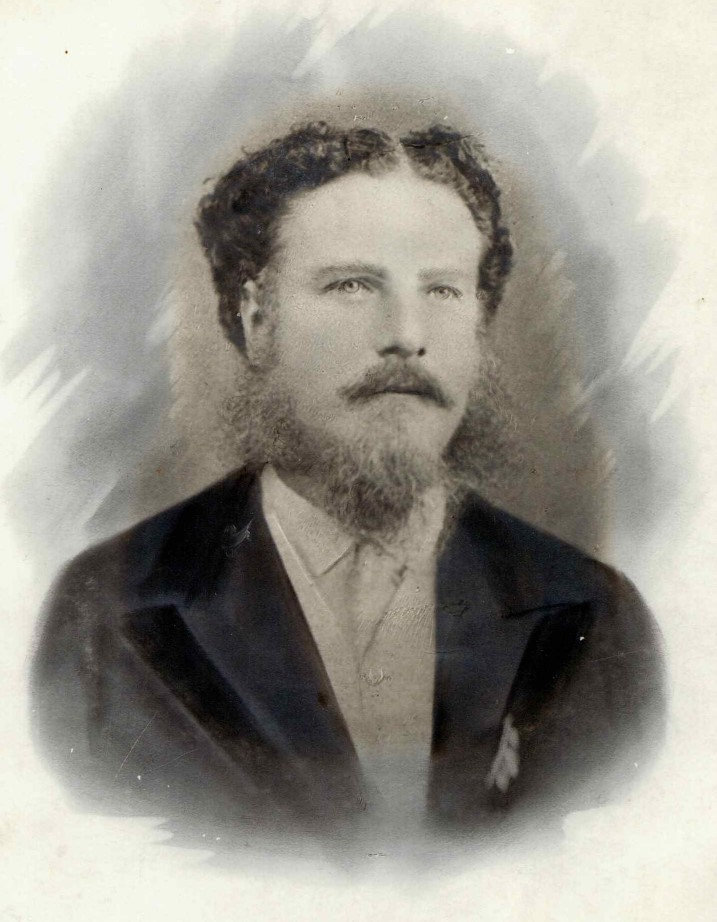
Leone Tedesco (metà XIX secolo)

Leone Tedesco (Venezia, 5 maggio 1827 – 1908?) è stato un pedagogista e patriota italiano, autore di manuali e trattati pratici per insegnanti e alunni.

## Biografia
Nacque nel Ghetto Nuovo di Venezia, in seno alla “Nazione Todesca”, da Beniamino, attivo nel campo dei banchi di pegno e da Venturina Nacamulli.
Conseguito il diploma di maestro delle scuole primarie fu tra i giovani ebrei che si offrirono volontari all’appello di Daniele Manin per la difesa di Venezia contro gli austriaci. Nell’assedio, durato dal marzo 1848 all’agosto del 1849, fece parte della Legione degli Artiglieri veneti denominata “Bandiera e Moro”.
Nel 1849 sposò la ventenne veneziana Stella Ravà, sorella dell’amico e compagno di studi magistrali Moisè Ravà, fondatore dell’omonimo istituto, la cui famiglia proveniva dalla comunità ebraica di Revere, in provincia di Mantova.
Nel 1850, dopo la nascita della sua primogenita Fanny , si trasferì con moglie e figlia a Trieste, dove ebbe il primo incarico di maestro.
I figli nati successivamente furono: Ettore, Jenny, Emma, Achille Beniamino, Elisa, Davide.
Nel 1857 presso l’Università di Padova sostenne gli esami del corso di Pedagogia, ai quali si era preparato come studente privatista.
Conseguito il titolo di professore di Pedagogia fece ritorno a Trieste, dove fu direttore di una rinomata Scuola israelitica, nella quale si applicavano gli innovativi metodi didattici ispirati a Grégoire Girard, Federico Froebel e al Pestalozzi .
Leone Tedesco, in un Paese nel quale all’indomani dell’Unità d’Italia il 74% della popolazione risultava analfabeta, visse come una missione il suo ruolo di educatore, e volle contribuire al progresso e alla modernizzazione di esso.
Nel 1867 assunse l’incarico di docente di pedagogia presso un Istituto Superiore di Pedagogia a Firenze.
Nel 1871 moriva la moglie Stella. Sei anni dopo contraeva un nuovo matrimonio a Firenze con Emilia Facchetti, di famiglia bresciana.
Nel 1883 venne incaricato dell’insegnamento di pedagogia e psicologia presso il Regio Istituto Superiore di Magistero Femminile di Roma.
Nel 1884 ricoprì l’incarico di docente di pedagogia nella Scuola Normale Femminile di Catanzaro.
Nel 1885 insegnò, con la stessa qualifica, nella Scuola normale Maschile di Messina.
Dopo questa data non si hanno più documenti sulla sua attività di insegnante.
L’ultima notizia, del 1908, riguarda la richiesta di una “mezza-pensione” per meriti di guerra, alla R. Accademia Militare di Torino.

## Pubblicazioni
- Leone Tedesco, Progetto di una casa d’educazione d’attivarsi nelle vicinanze di Venezia, Trieste, Tipografia Colombo Coen, 1858
- Leone Tedesco, Insegnamento intuitivo applicato ad alcune nozioni di Geografia, Trieste, 1858
- Leone Tedesco, Perchè son io israelita? Osservazioni di Leone Tedesco intorno l’istruzione religiosa dei fanciulli israeliti d’Italia, Trieste, co’ tipi di Colombo Coen, 1861
- Leone Tedesco, Guida al pensare, ossia Talli di logica e di grammatica per lo insegnamento elementare della lingua italiana, 3 volumi Trieste, L. Herrmanstorfer, 1863-1864
- Leone Tedesco, Lega italiana contro l’ignoranza, proposta del cav. Prof. L. Tedesco, Firenze, Stamperia Reale, 1869
- Leone Tedesco, Guida al pensare: coltura formale dell’intelletto per mezzo dell’insegnamento della lingua materna: metodo d’istruzione educativa proposto dal prof. Leone Tedesco, Firenze, Tip. Nazionale di V. Sodi, 1870
- Leone Tedesco, Guida al pensare: coltura formale dell’intelletto per mezzo dell’insegnamento della lingua materna: metodo d’istruzione educativa proposto dal prof. Leone Tedesco, Torino, Stamperia reale di G. B. Paravia e C., 1877
- Leone Tedesco, Le scuole normali e la scuola borghese: studio pedagogico per L. Tedesco, Firenze, Stamperia Reale, 1877
- Leone Tedesco, Didattica italiana, Torino, 1881
- Leone Tedesco, Trattato completo di pedagogia applicata e pratica per un nuovo piano di educazione in armonia coi tempi, per Leone Tedesco, 2 volumi Roma, Tip. Elzeviriana, 1883
- Leone Tedesco, Lezioni di pedagogia, morale e metodo per uso degli alunni delle scuole normali e dei preparandi ispettori scolastici secondo i nuovi programmi governativi, Catanzaro, Stabilimento tipografico C. Maccarone, 1885